# Форт-Гілл (Орегон)
Форт-Гілл (англ. Fort Hill) — переписна місцевість (CDP) в США, в округах Полк і Ямгілл штату Орегон. Населення — 154 особи (2020).

## Географія
Форт-Гілл розташований за координатами 45°4′2″ пн. ш. 123°33′38″ зх. д. / 45.06722° пн. ш. 123.56056° зх. д. (45.067124, -123.560482).  За даними Бюро перепису населення США в 2010 році переписна місцевість мала площу 3,76 км², уся площа — суходіл.

## Демографія
Згідно з переписом 2010 року, у переписній місцевості мешкало 129 осіб у 59 домогосподарствах у складі 33 родин. Густота населення становила 34 особи/км².  Було 76 помешкань (20/км²).
Расовий склад населення:
| - 90,7 % — білих - 4,7 % — корінних американців |

До двох чи більше рас належало 3,9 %. Частка іспаномовних становила 0,8 % від усіх жителів.
За віковим діапазоном населення розподілялося таким чином: 14,7 % — особи молодші 18 років, 64,4 % — особи у віці 18—64 років, 20,9 % — особи у віці 65 років та старші. Медіана віку мешканця становила 48,2 року. На 100 осіб жіночої статі у переписній місцевості припадало 126,3 чоловіків;  на 100 жінок у віці від 18 років та старших — 134,0 чоловіків також старших 18 років.
Цивільне працевлаштоване населення становило 47 осіб. Основні галузі зайнятості: мистецтво, розваги та відпочинок — 100,0 %.